# Kaspar Moosbrugger
Kaspar Moosbrugger (* 6. Januar 1830 in Au; † 11. März 1917 in Nüziders) war ein österreichischer Beamter (Gerichtsadjunkt), Schriftsteller, Parteigründer und Schwager von Franz Michael Felder (1839–1869).

## Leben und Tätigkeit
Aus einer kinderreichen Bauernfamilie in Au, Ortsteil Schrecken, stammend, absolvierte Moosbruger mit anfänglichen Entbehrungen das Gymnasium und sein Jurastudium in Innsbruck (1852 bis 1855). 1856 war er Gerichtspraktikant in Bezau. Um 1850 wurde er nach Ungarn versetzt (bis 1861). 1861 heiratete seine Schwester den Schriftsteller Franz Michael Felder, mit dem er sich befreundete. 1864 war er kurze Zeit Aktuar am Bezirksgericht in Dornbirn und 1864 bis 1889 Gerichtsadjunkt am Bezirksgericht in Bludenz.  1889 suchte Moosbrugger um Entlassung aus dem Staatsdienst an.
Nach dem frühen und plötzlichen Tod seiner Freundes Felder (1869) war er kaum mehr politisch aktiv. In kleineren Schriften wie Psychische Erlebnisse (1893) blickte er noch einmal auf bestimmte Aspekte seines Lebens zurück.

## Anfeindungen in Vorarlberg
Moosbrugger und sein Schwager Franz Michael Felder waren im sehr katholisch geprägten und konservativen Vorarlberg wegen ihrer zu damaliger Zeit ungewohnten, teils revolutionären und neuen sozialistischen Gedanken erheblichen Anfeindungen ausgesetzt. Sie gründeten 1867 die frühsozialistische Vorarlberg’sche Partei der Gleichberechtigung und forderten z. B. ein allgemeines Wahlrecht für jeden Staatsbürger und die Einführung der allgemeinen Wehrpflicht. 1869 rief Moosbrugger im Vorarlberger Volksblatt erneut zur Gründung von Arbeiterbildungsvereinen auf.
1867 erhielt Moosbrugger vom Ministerium eine schwere Verwarnung wegen seines gemeinsamen Auftretens mit Franz Michael Felder. Er blieb deswegen zeitlebens Gerichtsadjunkt und wurde nicht befördert.
Moosbrugger war auch gegen den Ersten Weltkrieg eingestellt und wurde, weil er vor jungen Bregenzerwälder Reservisten gegen den Krieg sprach, von der Gendarmerie in Schutzhaft genommen und in das Landesgericht Feldkirch eingeliefert. Es wurde jedoch von einem Hochverratsprozess abgesehen und Moosbrugger nur unter Hausarrest gestellt.

## Veröffentlichungen

### Eigene Veröffentlichungen
Moosbrugger veröffentlichte vier Werke:
- Ruf aus Vorarlberg um Gleichberechtigung. 1866. (anonym veröffentlicht)
- Klarstellung der vorarlberg’schen Partei der Gleichberechtigung. 1867. (Parteischrift)
- Kultur-Gespräche aus Vorarlberg. Innsbruck 1878.
- Psychische Erlebnisse. 1883.[3][4]

Sein Briefwechsel mit Franz Michael Felder wurde 1970 und 1972 als 5. und 6. Band der Sämtlichen Werke Felders veröffentlicht.

### Publikationen über Kaspar Moosbrugger
- Walter Methlagl: Franz Michael Felder – Kaspar Moosbrugger. Briefwechsel - Kommentar. Sämtliche Werke, Band 7, Lingenhöle Verlag, Bregenz 1975.
- Martin Hartmann: Hermann Sander - Kaspar Moosbrugger. Briefwechsel 1869–1912. Vorarbeit zu einer kommentierten Edition – mit einer Einführung. Diplomarbeit Universität Wien, Bregenz 2006.